# Wszystko, co kocham
Wszystko, co kocham es una película polaca de 2009 dirigida por Jacek Borcuch. La película fue seleccionada para competir en el Word Cinema Dramatic Competition del Festival de Cine de Sundance de 2010. También fue seleccionada como la entrada polaca a la mejor película internacional en la 83.ª edición de los Premios Óscar, pero no llegó a la lista final.

## Reparto
- Mateusz Kościukiewicz como Janek
- Olga Frycz como Basia Martyniak
- Jakub Gierszał como Kazik
- Andrzej Chyra como el padre de Janek
- Anna Radwan como Ela, la madre de Janek
- Katarzyna Herman como Sokołowska
- Mateusz Banasiuk como Staszek
- Marek Kalita como Capitán Sokołowski
- Igor Obłoza como 'Evil'
- Zygmunt Malanowicz como el abuelo de Janek
- Elżbieta Karkoszka como la abuela de Janek

## Recepción
Wszystko, co kocham recibió en general reseñas positivas de parte de la audiencia. En el sitio web especializado Rotten Tomatoes, la película posee una aprobación de la audiencia de 63%, basada en más de 250 votos, con una calificación de 3.5/5.
En el sitio IMDb los usuarios le asignaron una calificación de 6.8/10, sobre la base de más 1900 votos, mientras que en la página web FilmAffinity la cinta tiene una calificación de 6.2/10, basada en 162 votos.